# 多田啓太
多田 啓太（ただ けいた、4月15日 - ）は、日本の男性声優。福岡県出身。81プロデュース所属。

## 略歴
2016年4月1日付で81プロデュースに所属。第3回全日本声優コンテスト「声優魂」の声優部門で「国内カテゴリー優秀賞」に選出されている。

## 人物
趣味・特技はギター、歌。

## 出演
太字はメインキャラクター。

### テレビアニメ
2017年
- かみさまみならい ヒミツのここたま（2017年 - 2018年、客、作業員）
- パズドラクロス（付き人）
- 18if（佐伯、コーチ、通行人男A、級友男子、ストーカー）
- 異世界はスマートフォンとともに。（男）
- アイドルタイムプリパラ（華麗なるシルバニア）
- ROBOMASTERS THE ANIMATED SERIES（部員B）

2018年
- グランクレスト戦記（魔術師、兵士、町人、ヴァルドリンド騎士、君主 他）
- ウマ娘 プリティーダービー（観客、参拝客）
- 音楽少女（親衛隊、カメラマン、電源車スタッフ）
- 夢王国と眠れる100人の王子様（ユメクイ）
- キラッとプリ☆チャン（2018年 - 2019年、記者、車掌、魚屋さん、荒井仁）
- キラキラハッピー★ ひらけ!ここたま（男性客）
- カードファイト!! ヴァンガード（2018年 - 2020年、ブラスター・アックス、救国の賢者 ベノン、オペレーターC、スタッフB） - 3シリーズ
- BAKUMATSU（2018年 - 2019年、斎藤一、労働者、スサノオ兵） - 2シリーズ
- ソラとウミのアイダ（司会）

2019年
- ゾイドワイルド（店主）
- 賭ケグルイ××（生徒）
- 3D彼女 リアルガール（担任）
- かぐや様は告らせたい〜天才たちの恋愛頭脳戦〜（野球部員A）
- MIX（北宮ランナー、古賀）

2020年
- ARP Backstage Pass（音楽教師）
- ドロヘドロ（ウェイター、煙の部下、画家、ビラ配り）
- へやキャン△（自転車の男性）
- 22/7（スタッフ）
- ゾイドワイルド ZERO（兵士）
- メジャーセカンド（北大路颯太、教師、寺原、横浜リトル監督、玲音アシュリー 他）
- 社長、バトルの時間です!（店員）
- 最響カミズモード!（2020年 - 2021年、ブロードロン）

2021年
- EX-ARM エクスアーム（運転手、信徒）
- ワンダーエッグ・プライオリティ（教師）
- アイ★チュウ（観客A）
- 異世界魔王と召喚少女の奴隷魔術Ω（街の人、ヘンリック、手下C、信者、白面）
- 不滅のあなたへ（2021年 - 2022年、使用人、見世物小屋の男） - 2シリーズ
- メガトン級ムサシ（2021年 - 2023年、木曾道則、今田瞬、伊伏隊隊員、本州浩二、黒服の男 他） - 2シリーズ

2022年
- フットサルボーイズ!!!!!（花村理央）
- うたわれるもの 二人の白皇（デコポンポ兵、民）
- デュエル・マスターズ WIN（2022年 - 2024年、スプーン＝ンプス、「雷光の聖戦士」、奇天烈 シャッフ、光牙忍ライデン、ドラン・ゴル・ゲルス 他） - 2シリーズ
- マブラヴ オルタネイティヴ（クラスメイト）

2023年
- 弱虫ペダル LIMIT BREAK（教師、箱根学園部員）
- テクノロイド オーバーマインド（男たち）
- HIGH CARD（2023年 - 2024年、ピノクル社員、生徒、兵） - 2シリーズ
- マイホームヒーロー（麻取延人）
- 名探偵コナン（アナウンサー）
- 『ヒプノシスマイク-Division Rap Battle-』Rhyme Anima +（ひったくり、組員、sink or swim、Crazy Cat Clown、チンピラ）
- アークナイツ【冬隠帰路/PERISH IN FROST】（解真）
- アイドルマスター ミリオンライブ！（男性スタッフ）

2024年
- 治癒魔法の間違った使い方（近衛兵A）
- 戦国妖狐（村人、断怪衆、武士、兵、僧） - 2シリーズ
- 俺は全てを【パリイ】する 〜逆勘違いの世界最強は冒険者になりたい〜（警備兵B、盗賊訓練生〈男性〉）
- 殿と犬（家臣B、通行人B、嫁入り行列の付き添い人B、雨具屋） - 4バージョン共通
- 最凶の支援職【話術士】である俺は世界最強クランを従える（手下C、看守、部下C）

2025年
- マジック・メイカー 〜異世界魔法の作り方〜（ゴブリン、デーブ）
- 外れスキル《木の実マスター》 〜スキルの実（食べたら死ぬ）を無限に食べられるようになった件について〜（監察官）
- トリリオンゲーム（同級生）
- クラスの大嫌いな女子と結婚することになった。（男子生徒B）
- クレヨンしんちゃん（県庁職員C）
- 宇宙人ムームー（妄想研究会）
- 完璧すぎて可愛げがないと婚約破棄された聖女は隣国に売られる（貴族）
- 薬屋のひとりごと（子族兵）
- 鬼人幻燈抄（男）
- TO BE HERO X（DJシンディグ）
- 水属性の魔法使い（冒険者B、伝令、研究者）
- 彼女、お借りします（若者）
- New PANTY & STOCKING with GARTERBELT（ゴースト）

### 劇場アニメ
- PEACE MAKER 鐵 後篇『友命〜ユウメイ〜』（2018年、隊士）
- 漁港の肉子ちゃん（2021年、漁港の人々）
- 大雪海のカイナ ほしのけんじゃ（2023年）
- 機動戦士ガンダムSEED FREEDOM（2024年）

### Webアニメ
2010年代
- トミカハイパーレスキュー ドライブヘッド 機動救急警察（2018年、乗務員）
- 斉木楠雄のΨ難 Ψ始動編（2019年、プレイヤーJ、男子学生D）

2020年代
- ベイブレードバースト スパーキング（2020年、職員、強化ブレーダー）
- TIGER & BUNNY 2（2022年、作業員）
- ロマンティック・キラー（2022年、同級生男子）
- トランスフォーマー ワイルドキング（2025年、オプティマスプライム）

### ゲーム
2016年
- 新約 アルカナスレイヤー（レオン）
- ナイトスリンガー（クリス 他）
- 黎冥学園生徒会〜天魔の末裔と禁断の果実〜

2017年
- ウイニングハンド（オルトロス 他）
- 恋愛幕末カレシ〜時の彼方で花咲く恋〜（斎藤一）

2018年
- グランドサマナーズ（鳳神輝皇 ダキ）
- 武器よさらば（忘却の狩人 シキ）

2020年
- デュエル・マスターズ プレイス（呪縛の剣豪バロスト、突撃勇者・アーニー）

2021年
- フットサルボーイズ!!!!! ハイファイリーグ（花村理央）
- MISTOVER（アデル）
- 最響カミズモード!（ブロードロン）
- メガトン級ムサシ

2022年
- ノーモア★ヒーローズ3（合衆国大統領、ハンター・タッチダウン）

2024年
- 機兵とドラゴン（オズヴァルト）

2025年
- モンスターストライク（フォーマルハウト）

### ドラマCD
- 81プロデュース35周年企画オーディオドラマ「紫電改のタカ」（2016年）
- 81レーベル第2弾 81プロデュース35周年企画「長屋王残照記」（2016年、大伴子虫）
- THE IDOLM@STER MILLION THE@TER GENERATION 17 STAR ELEMENTS（2019年、審査員B）

### デジタルコミック
- comico おとなりさん以上かぞく未満（2019年、桑迫厚志[16]）※アプリのみで配信
- ちゃおチャンネル キング様のいちばん星（2021年、男子Ｂ[17]）

### オーディオブック
- コーヒーが冷めないうちに（2016年[18]）
- この嘘がばれないうちに（2018年、賀多田五郎[19]）
- もしアドラーが上司だったら (2018年、朗読[20])
- 物理的に孤立している俺の高校生活 1〜2（2019年[21] - 2021年[22]、朗読[23]）
- デビュー (2019年、朗読[20])
- 殺人ライセンス (2019年、朗読[20])
- 銀行総務特命 (2019年、朗読[20])
- とある飛空士への誓約（2019年、坂上清顕、ヨセフ・バルトミュラー[24]）
- カラスの親指 (2020年、朗読[20])
- カエルの小指 (2020年、朗読[20])
- サキュバスアイドルの契約者 ボクっ娘サキュバスと秘密のルームシェア (2020年、朗読[25])
- 夏へのトンネル、さよならの出口（2020年、朗読＆塔野カオル[26]）
- 明日の世界で星は煌めく（2020年、担任 ほか[27]）
- 精神科医Tomyが教える 1秒で不安が吹き飛ぶ言葉 (2020年、朗読[20])
- 精神科医Tomyが教える 1秒で悩みが吹き飛ぶ言葉 (2020年、朗読[20])
- 精神科医Tomyが教える 運を良くするたったひとつの正しい方法 (2021年、朗読[20])
- 発達障害 僕にはイラつく理由がある! (2021年、朗読[20])
- 精神科医Tomyが教える 1秒で幸せを呼び込む言葉 (2021年、朗読[20])
- 一等星の恋 (2021年[28]）
- パパ活女子（2022年、朗読）
- 学園者! 〜風紀委員と青春泥棒〜（2022年、朗読、椎名良士[29][30]）
- プロペラオペラ 2〜4（2022年、会々速夫、トムスポン・キャリバン、鹿狩瀬隆人 ほか[29][31][32]）
- 精神科医Tomyが教える 心の荷物の手放し方（2022年、朗読）

### 吹き替え

#### 映画
- ヴェノム:ザ・ラストダンス[33]
- エイリアン:ロムルス[34]
- ジョーズ2（ポロ〈ジョン・デュカキス〉[35]）※BSテレ東版
- 白雪姫[36]
- セーヌ川の水面の下に[37]
- タロット 死を告げるカード（グラント〈アダイン・ブラッドリー〉[38]）
- 運び屋（ウィーゼル〈ディエゴ・カターニョ〉[39]）※BSテレ東版
- ハンガー・ゲーム0
- 犯罪都市 PUNISHMENT（チョン・デビッド〈キム・ドゴン〉[40]）
- バンディット 実在した最強無敵の銀行強盗（ゲボ・ザタ〈ヴイクトール・クレム〉）
- マリグナント 狂暴な悪夢（リー巡査〈ジョン・リー・ブロディ〉[41]）
- マン・フロム・トロント（サントロ捜査官〈ジェンカルロス・カネラ〉[42]）

#### ドラマ
- 科学ファミリー ラボラッツ（アダム・ダヴェンポート）※シーズン3 #13以降、山口孝史の引退による後任
- WALKER/ウォーカー（リアム・ウォーカー〈キーガン・アレン〉[43]）
- エージェント・オブ・シールド（フリント）
- サイテー!ハイスクール（オリヴァー）
- シー・ハルク:ザ・アトーニー

#### アニメ
- アバローのプリンセス エレナ（マルゼル、ハビエル）
- インクレディブル・ファミリー
- 天官賜福 貮（賭博客、鬼、神官、大道芸人、皇族の男）
- マーベル ライジング（レイショーン・ルーカス / パトリオット）
- ミッキーマウスのワンダフルワールド（AI）
- モンスターズ・ワーク（パパ、チャック、オーティス）
- ライオン・ガード（ペングイーノ）
- 烈火澆愁

### 特撮
- ウルトラマンタイガ（2019年、バド星人エル・レイの声）

### ラジオ
- ラジオ声優魂〜多田啓太、若林由乃の後輩まるっと応援ラジオ〜（2016年、パーソナリティ）[44]
- 江口拓也のラジオ道場 (2020年)
- ラジオダブルディア シーズン5（2022年）

### テレビ番組
- にっぽん!歴史鑑定（徳川家康、織田信長 他）
- 新・地球絶景紀行
- オールナイト声優フジ 第4夜

### パチンコ・パチスロ
- P大工の源さん 超韋駄天（2020年、鬼頭大龍[45]）

### CM
- サントリー『伊右衛門の車窓にて』（ドット[46]）

### その他コンテンツ
- Anime Japan 2018「恋愛幕末カレシ」公開録音
- 大崎一番太郎＆山口勝平の炎上TV
- こぐま会「国立小対策教材 お話の聞き取り問題集」（ナレーション）
- さんたく!!!（ゲスト出演）
- 零次元アイドル（双海仁輝）
- 81プロデュース・日本工学院・豊島区　産学官連携企画 朗読劇「天上の虹」万葉集編（2025年9月28日、あうるすぽっと） - 葛野王 役[47]

## ディスコグラフィ

### キャラクターソング
| 発売日       | 商品名                                           | 歌 | 楽曲                   | 備考                                                     |
| ------------ | ------------------------------------------------ | --- | ---------------------- | -------------------------------------------------------- |
| 2022年2月9日 | フットサルボーイズ!!!!! プレイヤーソングアルバム | フットサルボーイズ!!!                                                                                    | 「Higher Goals」       | ゲーム『フットサルボーイズ!!!!! ハイファイリーグ』主題歌 |
| 2022年2月9日 | フットサルボーイズ!!!!! プレイヤーソングアルバム | 昂守希（佐久間貴生）、十河夏輝（千葉瑞己）、相庭京介（浦和希）、花村理央（多田啓太）、鞍馬雪丸（上村源） | 「WE ARE FUN☆TASISTA」 | 『フットサルボーイズ!!!!!』関連曲                        |

### シリーズ一覧
1. ↑  中・高校生編（2018年 - 2019年）、新右衛門編（2020年）、『外伝 イフ-if-』（2020年）
2. ↑  第1期（2018年）、第2期『クライシス』（2019年）
3. ↑  第1シリーズ（2021年）、第2シリーズ（2022年）
4. ↑  シーズン1（2021年）、シーズン2（2022年 - 2023年）
5. ↑  第1期（2022年 - 2023年）、第2期『決闘学園編』（2023年 - 2024年）
6. ↑  season1（2023年）、season2（2024年）
7. ↑  第一部『世直し姉弟編』（2024年）、第二部『千魔混沌編』（2024年）
8. ↑  『殿と犬〜わんわん!〜』『殿と犬〜ぽてぽて!〜』『殿と犬〜くんくん!〜』『殿と犬〜もふもふ!〜』

### 初出話一覧
1. 1 2  第1話初出
2. ↑  第一部 第4話初出
3. ↑  第一部 第12話初出
4. ↑  第二部 第4話初出
5. ↑  第二部 第5話初出
6. ↑  第二部 第13話初出
7. 1 2  第12話初出
8. ↑  わんわん 第1話初出
9. ↑  わんわん 第2話初出
10. ↑  わんわん 第7話初出
11. ↑  わんわん 第9話初出
12. ↑  第4話初出
13. 1 2 3 4  第5話初出
14. ↑  第7話初出
15. 1 2  第3話初出
16. ↑  第10話初出
17. ↑  第20話初出
18. ↑  第8話初出
19. ↑  第1281話初出
20. ↑  第9話初出
21. ↑  第46話初出
22. ↑  第13話初出
23. 1 2  第6話初出
24. ↑  第39話初出

### ユニットメンバー
1. ↑  大和晴（高良崚太）、榊星一郎（石森周斗）、月丘柊依（吉原康平）、幸永椿貴（山口諒太郎）、南雲竜（古田一紀）、天門泰雅（坂井易直）、樫良木ルイ（峯田大夢）、結城心（新井雄也）、久我巧生（村上聡）、花山院快斗（馬場惇平）、京極聖（宮瀬尚也）、二葉ともえ（山本智哉）、昂守希（佐久間貴生）、十河夏輝（千葉瑞己）、相庭京介（浦和希）、花村理央（多田啓太）、鞍馬雪丸（上村源）、桐生蓮（TAKA）、白河瞬（岡延明）、橘藤吾（大海将一郎）、今園彩人（森永彩斗）、水無瀬亜佐（菊池勇成）、秋月奏夜（津田拓也）、朝比奈碧（奥山敬人）、天王寺刻成（川島慶嗣）、世良龍太朗（下川草介）、水無瀬涼佑（石井孝英）、ガルシア・エミリオ（小塚亮輔）、蓮美朔（木津つばさ）